# Copa Claro 2013 - Qualificazioni singolare
Le qualificazioni del singolare  del Copa Claro 2013 sono state un torneo di tennis preliminare propedeutico all'ammissione alla fase finale della manifestazione. I vincitori dell'ultimo turno sono entrati di diritto nel tabellone principale. Al ritiro di uno o più giocatori aventi diritto a questi sono subentrati i lucky loser, ossia i giocatori che hanno perso nell'ultimo turno ma che avevano una classifica più alta rispetto agli altri partecipanti che avevano comunque perso nel turno finale.

## Teste di serie
1. Rogério Dutra da Silva (secondo turno)
2. Antonio Veić (primo turno)
3. Gastão Elias (qualificato)
4. Paul Capdeville (secondo turno)

1. Wayne Odesnik (primo turno)
2. Dušan Lajović (qualificato)
3. Dustin Brown (secondo turno)
4. Boris Pašanski (primo turno, ritirato)

## Qualificati
1. Dušan Lajović
2. Facundo Argüello

1. Gastão Elias
2. Julian Reister

### Lucky Loser
1. Marco Trungelliti

## Tabellone

### Legenda
| - Q = Qualificato - WC = Wild card - LL = Lucky loser | - ALT = Alternate - SE = Special Exempt - PR = Protected Ranking | - w/o = Walkover - r = Ritirato - d = Squalificato |

### Sezione 1
|  | Primo turno    | Primo turno            | Primo turno            | Primo turno | Primo turno |  |  | Secondo turno | Secondo turno          | Secondo turno  | Secondo turno | Secondo turno |   |   | Ultimo turno | Ultimo turno     | Ultimo turno     | Ultimo turno | Ultimo turno |  |
|  |                |                        |                        |             |             |  |  |               |                        |                |               |               |   |   |              |                  |                  |              |              |  |
|  | 1              | Rogério Dutra da Silva | Rogério Dutra da Silva | 6           | 6           |  |  |               |                        |                |               |               |   |   |              |                  |                  |              |              |  |
|  |                | Juan-Pablo Amado       | Juan-Pablo Amado       | 1           | 2           |  |  | 1             | Rogério Dutra da Silva | 6              | 2             | 1             |   |   |              |                  |                  |              |              |  |
|  |                | Guilherme Clezar       | Guilherme Clezar       | 6           | 6           |  |  |               | Guilherme Clezar       | 4              | 6             | 6             |   |   |              |                  |                  |              |              |  |
|  | WC             | Máximo González        | Máximo González        | 4           | 2           |  |  |               |                        |                |               |               |   |   |              | Guilherme Clezar | Guilherme Clezar | 1            | 3            |  |
|  | Javier Martí   | Javier Martí           | 6                      | 2           | 1           |  |  |               |                        | 6              | Dušan Lajović | Dušan Lajović | 6 | 6 |              |                  |                  |              |              |  |
|  | Andrés Molteni | Andrés Molteni         | 3                      | 6           | 6           |  |  |               | Andrés Molteni         | Andrés Molteni | 4             | 6(1)          |   |   |              |                  |                  |              |              |  |
|  |                | Steven Diez            | Steven Diez            | 6(5)        | 4           |  |  | 6             | Dušan Lajović          | Dušan Lajović  | 6             | 7             |   |   |              |                  |                  |              |              |  |
|  | 6              | Dušan Lajović          | Dušan Lajović          | 7           | 6           |  |  |               |                        |                |               |               |   |   |              |                  |                  |              |              |  |

### Sezione 2
|  | Primo turno | Primo turno          | Primo turno          | Primo turno | Primo turno |  |  | Secondo turno     | Secondo turno     | Secondo turno    | Secondo turno    | Secondo turno |   |   | Ultimo turno      | Ultimo turno      | Ultimo turno | Ultimo turno | Ultimo turno |  |
|  |             |                      |                      |             |             |  |  |                   |                   |                  |                  |               |   |   |                   |                   |              |              |              |  |
|  | 2           | Antonio Veić         | Antonio Veić         | 1           | 2           |  |  |                   |                   |                  |                  |               |   |   |                   |                   |              |              |              |  |
|  |             | Marco Trungelliti    | Marco Trungelliti    | 6           | 6           |  |  | Marco Trungelliti | Marco Trungelliti | 6                | 2                | 6             |   |   |                   |                   |              |              |              |  |
|  |             | Potito Starace       | Potito Starace       | 6           | 6           |  |  | Potito Starace    | Potito Starace    | 4                | 6                | 1             |   |   |                   |                   |              |              |              |  |
|  | WC          | Juan Ignacio Londero | Juan Ignacio Londero | 3           | 2           |  |  |                   |                   |                  |                  |               |   |   | Marco Trungelliti | Marco Trungelliti | 7            | 1            | 3            |  |
|  |             | Facundo Argüello     | Facundo Argüello     | 6           | 7           |  |  |                   |                   | Facundo Argüello | Facundo Argüello | 6(5)          | 6 | 6 |                   |                   |              |              |              |  |
|  | PR          | Stefano Travaglia    | Stefano Travaglia    | 3           | 5           |  |  |                   | Facundo Argüello  | Facundo Argüello | 7                | 6             |   |   |                   |                   |              |              |              |  |
|  | WC          | Guillermo Durán      | 4                    | 6           | 6(2)        |  |  | 7                 | Dustin Brown      | Dustin Brown     | 5                | 4             |   |   |                   |                   |              |              |              |  |
|  | 7           | Dustin Brown         | 6                    | 3           | 7           |  |  |                   |                   |                  |                  |               |   |   |                   |                   |              |              |              |  |

### Sezione 3
|  | Primo turno           | Primo turno           | Primo turno           | Primo turno | Primo turno |  |  | Secondo turno      | Secondo turno      | Secondo turno      | Secondo turno  | Secondo turno  |   |   | Ultimo turno | Ultimo turno | Ultimo turno | Ultimo turno | Ultimo turno |  |
|  |                       |                       |                       |             |             |  |  |                    |                    |                    |                |                |   |   |              |              |              |              |              |  |
|  | 3                     | Gastão Elias          | 6(6)                  | 6           | 1           |  |  |                    |                    |                    |                |                |   |   |              |              |              |              |              |  |
|  |                       | Jorge Aguilar         | 7                     | 3           | 0r          |  |  | 3                  | Gastão Elias       | 4                  | 7              | 6              |   |   |              |              |              |              |              |  |
|  | Julio César Campozano | Julio César Campozano | Julio César Campozano | 3           | 0r          |  |  |                    | Gianluca Naso      | 6                  | 6(4)           | 2              |   |   |              |              |              |              |              |  |
|  | Gianluca Naso         | Gianluca Naso         | Gianluca Naso         | 6           | 2           |  |  |                    |                    |                    |                |                |   |   | 3            | Gastão Elias | Gastão Elias | 6            | 7            |  |
|  | Frederico Gil         | Frederico Gil         | Frederico Gil         | 1           | 0           |  |  |                    |                    |                    | Facundo Bagnis | Facundo Bagnis | 2 | 5 |              |              |              |              |              |  |
|  | Tejmuraz Gabašvili    | Tejmuraz Gabašvili    | Tejmuraz Gabašvili    | 6           | 6           |  |  | Tejmuraz Gabašvili | Tejmuraz Gabašvili | Tejmuraz Gabašvili | 4              | 4              |   |   |              |              |              |              |              |  |
|  |                       | Facundo Bagnis        | 3                     | 6           | 6           |  |  | Facundo Bagnis     | Facundo Bagnis     | Facundo Bagnis     | 6              | 6              |   |   |              |              |              |              |              |  |
|  | 5                     | Wayne Odesnik         | 6                     | 2           | 3           |  |  |                    |                    |                    |                |                |   |   |              |              |              |              |              |  |

### Sezione 4
|  | Primo turno      | Primo turno          | Primo turno          | Primo turno | Primo turno |  |  | Secondo turno   | Secondo turno   | Secondo turno   | Secondo turno  | Secondo turno |   |   | Ultimo turno | Ultimo turno | Ultimo turno | Ultimo turno | Ultimo turno |  |
|  |                  |                      |                      |             |             |  |  |                 |                 |                 |                |               |   |   |              |              |              |              |              |  |
|  | 4                | Paul Capdeville      | Paul Capdeville      | 6           | 6           |  |  |                 |                 |                 |                |               |   |   |              |              |              |              |              |  |
|  |                  | Leandro Migani       | Leandro Migani       | 3           | 0           |  |  | 4               | Paul Capdeville | 5               | 6              | 2             |   |   |              |              |              |              |              |  |
|  |                  | Renzo Olivo          | Renzo Olivo          | 6           | 6           |  |  |                 | Renzo Olivo     | 7               | 1              | 6             |   |   |              |              |              |              |              |  |
|  | WC               | Juan Ignacio Galarza | Juan Ignacio Galarza | 4           | 2           |  |  |                 |                 |                 |                |               |   |   | Renzo Olivo  | Renzo Olivo  | 6            | 1            | 5            |  |
|  | Andrea Collarini | Andrea Collarini     | Andrea Collarini     | 4           | 1           |  |  |                 |                 | Julian Reister  | Julian Reister | 4             | 6 | 7 |              |              |              |              |              |  |
|  | Diego Junqueira  | Diego Junqueira      | Diego Junqueira      | 6           | 6           |  |  | Diego Junqueira | Diego Junqueira | Diego Junqueira | 3              | 5             |   |   |              |              |              |              |              |  |
|  |                  | Julian Reister       | 6(10)                | 6           | 3           |  |  | Julian Reister  | Julian Reister  | Julian Reister  | 6              | 7             |   |   |              |              |              |              |              |  |
|  | 8                | Boris Pašanski       | 7                    | 2           | 0r          |  |  |                 |                 |                 |                |               |   |   |              |              |              |              |              |  |